# Museo Estatal Artsakh
El Museo Estatal Artsakh también llamado Museo Estatal de Stepanakert es el museo histórico de la República independiente de facto de Nagorno-Karabaj un territorio de mayoría armenia que es reclamado por Azerbaiyán. Situado en calle 4 Sasunstsi David, en la ciudad de Stepanakert, el museo ofrece una variedad de artefactos antiguos y manuscritos cristianos. También hay elementos más modernos, desde el siglo XIX hasta la Segunda Guerra Mundial y de los acontecimientos de la Guerra de la Independencia del Alto Karabaj. El edificio está abierto de lunes a sábado en el horario comprendido entre las 7:00 y las 17:00 (5:00 p. m.).